# 波焦因佩里亚莱
波焦因佩里亚莱（義大利語：Poggio Imperiale），是意大利福贾省的一个市镇。总面积52.37平方公里，人口2838人，人口密度54.2人/平方公里（2009年）。ISTAT代码为071040。